# Альт-кантри
Альтернативное кантри (альт-кантри) — подстиль музыки кантри. Долгое время применялся главным образом для того, чтобы характеризовать музыку кантри с нетрадиционным звучанием, «альтернативным» господствующим в разные периоды направлениям. Так, хонки-тонк в 1940-е стал альтернативой господствовавшим в то время раннему кантри (old-timey) и эстрадному вестерн-свингу, в 1950-е «бейкерсфилдское звучание» (Вakersfield sound) считалось первой альтернативой коммерчески-ориентированному Нэшвилл-саунду. Впрочем, позднее почётное звание «главного противника поп-кантри» перейдёт к другому направлению — аутло-кантри (outlaw country).
К 1980-м на калифорнийской кантри-сцене произошла настоящая революция: аутло-кантри и панк-рок тенденции соединились в творчестве многочисленных местных коллективов. Доминирующие в 1980—1990-е годы кантри-рок и Нэшвилл-саунд получили на Западном побережье достойных соперников: молодёжь предпочитала сырой звук с выделенной ритм-секцией и жестким звучанием гитар в лучших традициях хонки-тонка, рокабилли и, конечно, панк-рока, альтернативного рока и пост-рока.
Характерной чертой нового направления стало также использование в текстах социальных и политических мотивов, вестерновой ковбойско-бандитской тематики, а лирическими героями, как и в аутло-кантри, часто становились аутсайдеры и маргиналы. Не обошли вниманием авторы текстов и нарочито-мрачные «готичные» образы, а также библейские мотивы (gothic Americana).
Пополнялось альтернативное кантри-движение двумя путями. Во-первых, многие исполнители эстрадного кантри отходили в творчестве от установленных продюсерами правил, стремясь вернуться к бунтарским, свободолюбивым корням кантри, возродить «непричесанное», сырое звучание баллад первых переселенцев и ковбоев. Их стараниями возникли жанры «американа», «альт-кантри-фолк», «инсургентское кантри». Во-вторых, к кантри-музыке обращались вдохновленные кантри-роком и другими американскими «корневыми» стилями музыканты альтернативного рока и панк-рока. Они обогатили музыку своим «альт-кантри-роком», кантри-панком и «ковбойским панком» (cowpunk).
Наибольшее влияние на становление эстетики и звучания альт-кантри оказали своим творчеством: Грэм Парсонс, Нил Янг, Боб Дилан, Джон Фогерти, Таунс Ван Зандт, Джей Джей Кейл, Джонни Кэш, Гай Кларк, Джо Илай, Стив Эрл и другие исполнители кантри-рока, кантри, рокабилли, южного рока, хартленд-рока. Но «первым альт-кантри-рок-альбомом» принято считать No Depression (1990) группы Uncle Tupelo.
Наиболее известными группами и исполнителями, играющими альт-кантри, были Cowboy Junkies, Giant Sand, 16 Horsepower, Whiskeytown, Jayhawks, Old 97's, The Bottle Rockets, The Drive-By Truckers, Wilco, The Walkabouts, Blue Mountain, Blue Rodeo, Freakwater, Grant Lee Buffalo. Сегодня лидерами альт-кантри являются Calexico, Woven Hand, Slim Cessna’s Auto Club, Lambchop, O' Death, Son Volt, Райан Адамс, Нико Кейс, Люсинда Уильямс, Гиллиан Уэлч, The Handsome Family, Уилл Олдхэм, Cross Canadian Ragweed, Willard Grant Conspiracy, Джим Уайт, Andrew Jackson Jihad. Помимо США и Канады альтернативное кантри также распространено в Нидерландах и Скандинавии.